# Jakub Koloc
Jakub Koloc (14 de marzo de 1991) es un deportista checo que compitió en remo. Ganó una medalla de plata en el Campeonato Europeo de Remo de 2011, en la prueba de ocho con timonel.

## Palmarés internacional
| Campeonato Europeo | Campeonato Europeo | Campeonato Europeo | Campeonato Europeo |
| Año                | Lugar              | Medalla            | Prueba             |
| ------------------ | ------------------ | ------------------ | ------------------ |
| 2011               | Plovdiv (Bulgaria) | Medalla de plata   | Ocho con timonel   |